# 爆速
爆速（ばくそく、detonation velocity）は、爆薬が爆轟現象をおこした場合の、爆轟の伝播速度である。これは、爆薬量あたりの仕事量の目安となる。
爆速は爆薬の種類によって異なるが、同じ種類の爆薬でも密度、形状、密閉状態によっても異なる。

## 爆速に影響する条件
密度
爆薬には、密度が高いほど爆速の大きくなるタイプと、ある値で最大となりそれ以外の密度では低下するタイプが存在する。
TNT、RDX、ダイナマイト、硝安爆薬などは密度に比例して爆速が大きくなるが、ニトログアニジン、ジニトロトルエン、過塩素酸アンモニウム、硝安油剤爆薬などは適正な密度で最大となりそれ以外では下がる。
薬径
同じ比重なら爆薬の塊の直径が大きいほど爆速も大きくなる。ある程度より大きくなると爆速は飽和してそれ以上は大きくならない。逆に直径があまりに小さいと爆轟しなくなる。これを臨界薬径と呼ぶ。
容器の強度
容器の強度が大きいほど爆速は早くなる
爆薬の粒度
爆薬は粒が細かいほど爆速も早くなる。トリニトロトルエンやRDXなどでは薬径が16cmを超えると粒度による影響は見られなくなる。
温度
通常は温度が高いほど爆速も早くなる。これは化学反応としての反応速度が温度の上昇と共に早くなることに対応している。

## 測定法
- ドートリッシュ法
- イオンギャップ法
- 光ファイバ法
- 流し写真法
- 抵抗線プローブ法

## 爆速一覧
| 爆薬                                 | 略称         | 爆速 (m/s) | 仮比重 (g/cm3) | 分類       |
| ------------------------------------ | ------------ | ---------- | -------------- | ---------- |
| ヘキサニトロヘキサアザイソウルチタン | HNIW / CL-20 | 9400       | 2.04           | 脂肪族     |
| ヘキサニトロベンゼン                 | HNB          | 9340       |                | 芳香族     |
| テトラニトログリコールウリル         | Sorguyl      | 9150       | 1.95           | 脂肪族     |
| シクロテトラメチレンテトラニトラミン | HMX          | 9100       | 1.91           | 脂肪族     |
| シクロトリメチレントリニトロアミン   | RDX          | 8750       | 1.76           | 脂肪族     |
| ペンスリット                         | PETN         | 8400       | 1.7            | 脂肪族     |
| マンニトールヘキサニトレート         |              | 8260       | 1.73           | 脂肪族     |
| ニトログアニジン                     |              | 8200       | 1.7            | 脂肪族     |
| メチルニトレート                     |              | 8000       | 1.21           | 脂肪族     |
| ニトログリコール                     |              | 8000       | 1.48           | 脂肪族     |
| ニトログリセリン                     | NG           | 7700       | 1.59           | 脂肪族     |
| エチレンジニトラミン                 | EDNA         | 7570       | 1.65           | 脂肪族     |
| テトリル                             |              | 7570       | 1.71           | 芳香族     |
| ピクリン酸                           |              | 7350       | 1.7            | 芳香族     |
| トリアミノトリニトロベンゼン         | TATB         | 7350       | 1.80           | 脂肪族     |
| トリニトロベンゼン                   | TNB          | 7300       | 1.71           | 芳香族     |
| トリニトロアニリン                   | TNA          | 7300       | 1.72           | 芳香族     |
| ピクリルクロライド                   |              | 7200       | 1.74           | 芳香族     |
| ピクリン酸アンモニウム               |              | 7150       | 1.6            | 芳香族     |
| トリニトロトルエン                   | TNT          | 6900       | 1.6            | 芳香族     |
| トリニトロクレゾール                 |              | 6850       | 1.62           | 脂肪族     |
| トリニトロアニソール                 |              | 6800       | 1.57           | 芳香族     |
| ピクリン酸エチル                     |              | 6500       | 1.55           | 芳香族     |
| 硝酸アンモニウム                     | AN           | 5270       | 1.3            | 無機化合物 |
| トリニトロレゾルシン酸鉛             |              | 5200       | 2.9            | 脂肪族     |
| アジ化鉛                             |              | 4630       | 3.0            | 無機化合物 |
| 雷酸水銀                             |              | 4250       | 3.0            | 無機化合物 |
| アジ化銀                             |              | 4000       | 4.0            | 無機化合物 |

## 俗語
本項で述べる「爆轟波の速度」とは無関係の俗語として、コンピューターの転送速度などが非常に速いことを指して爆速ということがある。こちらの意味では形容動詞のような使い方がされる。